# Sietse Bakker
Sietse Thijs Bakker (Amsterdam, 25 mei 1984) is een Nederlandse televisieproducent en evenementenorganisator.

## Jeugd en opleiding
Bakker groeide op in de Amsterdamse wijk Osdorp, ging naar de Dr. Plesmanschool in Badhoevedorp en ging naar het gymnasium op het Caland Lyceum (1996-2002). Zijn studie communicatiewetenschappen aan de Universiteit van Amsterdam (2002-2005) maakte hij niet af. 

## Carrière
In 2000 richtte Bakker de onafhankelijke website ESCToday op met bijna dagelijks nieuws over het Eurovisiesongfestival. Tussen 2006 en 2008 was hij namens de European Broadcasting Union het eerste hoofd internet bij het Eurovisiesongfestival en Junior Songfestival. Tussen 2009 en 2011 was hij er hoofd communicatie. In april 2012 was Bakker een van de initiatiefnemers van de G500 dat zich ten doel stelde de Nederlandse politiek van binnenuit te hervormen. De G500 telde in korte tijd meer dan duizend leden, die allen lid waren geworden van de politieke partijen VVD, CDA en PvdA. Op de politieke congressen van deze partijen trachtten G500-leden de partijprogramma's voor de Tweede Kamerverkiezingen van 2012 te beïnvloeden door mee te stemmen. Het succes was echter beperkt en de beweging stierf na de verkiezingen een stille dood.
In 2011 en 2012 was hij Executive Supervisor van het Junior Eurovisiesongfestival en van 2011 tot 2016 was hij Event Supervisor bij het Eurovisiesongfestival. Nadat hij zijn songfestivalcarrière had beëindigd om een internetbedrijf te leiden won Duncan Laurence namens Nederland het Eurovisiesongfestival 2019 en werd Bakker door de Stichting Nederlandse Publieke Omroep, de Nederlandse Omroep Stichting en AVROTROS aangesteld als uitvoerend producent van het Eurovisiesongfestival 2020, dat vanwege de coronapandemie werd afgelast. Hij kreeg met het Eurovisiesongfestival 2021 een herkansing.
Bakker werd in 2022 bij de gemeente Amsterdam aangesteld als programmadirecteur van Amsterdam 750 jaar, dat in 2025 plaatsvindt.

## Privéleven
Bakker woont met zijn vrouw en artiestenmanager Fallon van der Meeren en kinderen in Landsmeer, waar hij tevens werd aangesteld voor de organisatie van het jubileumjaar Landsmeer 700.

## Trivia
- In 2004 schreef Bakker samen met Romeo Samuel het nummer The power of an angel, waarmee zangeres Mary Amora meedeed aan het Nationaal Songfestival.
- Bakker schreef twee boeken over persoonlijke ontwikkeling: How to live wow! en De sparkle.[2]
- In 2009 werd Bakker door blad Sprout benoemd tot een van de 25 succesvolste jonge ondernemers van dat jaar.[7]
- In 2012 was Bakker een van de initiatiefnemers van de politieke jongerenbeweging G500.

- International Standard Name Identifier: 0000 0003 9258 4682
- Nederlandse Thesaurus van Auteursnamen: 334560284
- Virtual International Authority File: 286638938
- WorldCat: E39PBJjdgpBwtHqgXPqQPgqvpP